# پرورش زنبور عسل
پرورش زنبور عسل کتابی از رحیم عبادی و علی اصغر احمدی است که در سال ۱۳۶۹ منتشر و در مراسم کتاب سال جمهوری اسلامی ایران به‌عنوان کتاب شایسته تقدیر معرفی شد.